# Dècada del 380
La dècada del 380 comprèn el període que va des de l'1 de gener del 380 fins al 31 de desembre del 389.

## Esdeveniments
- Traducció Vulgata de la Bíblia
- Pau entre romans i visigots
- Expansió del cristianisme a l'Imperi Romà

## Personatges destacats
- Teodosi I el gran
- Sant Joan Crisòstom
- Sirici I